# جغرافیای جیبوتی

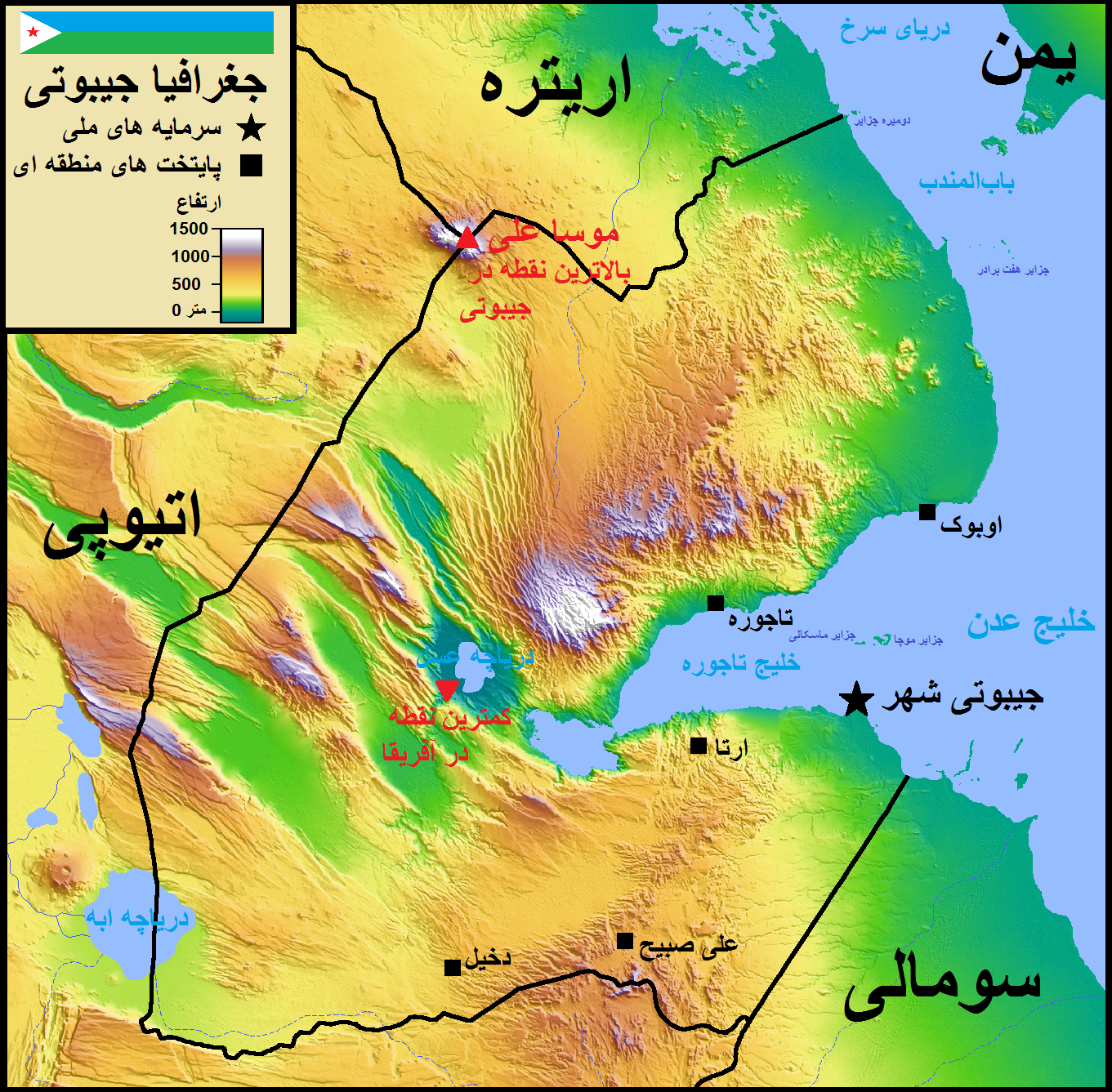
نقشه ناهمواری‌های جیبوتی.

جیبوتی کشوری در شاخ آفریقا است. از شمال با اریتره، از غرب و جنوب با اتیوپی و از جنوب شرقی با سومالی همسایه است. در شرق، خط ساحلی آن در دریای سرخ و خلیج عدن قرار دارد. بارش باران در جیبوتی کم است و بیشتر مناطق دارای محیطی نیمه‌خشک و خشک‌اند.
دریاچه عسل در جیبوتی یک دریاچه شور است که ۱۵۵ متر پایین‌تر از سطح دریا قرار دارد. این دریاچه با این حساب پست‌ترین نقطه در قاره آفریقا و سومین نقطهٔ پست زمین بعد از دریاچه طبریه و دریای مرده است.
جیبوتی پنجمین جمعیت کوچک در آفریقا است. سکونتگاه‌های مهم جیبوتی شامل پایتخت آن، شهر جیبوتی، شهرهای بندری تاجوره و اوبوک و شهرهای علی صبیح و دخیل در جنوب است.
این کشور از نظر مساحت چهل و ششمین کشور در آفریقا و ۱۴۷اُمین کشور بزرگ جهان است که در کل ۲۳۲۰۰ کیلومتر مربع را پوشش می‌دهد که ۲۳۱۸۰ کیلومتر مربع آن خشکی و ۲۰ کیلومتر مربع آن آب است. بیشتر کشور کوهستانی و دارای کوه‌های آتشفشانی است. بزرگ‌ترین دریاچه این کشور دریاچه ابه است. بلندترین نقطه کشور کوه موسی علی نام دارد.

## موقعیت
جیبوتی ۱۲۵ کیلومتر مرز مشترک با اریتره، ۳۹۰ کیلومتر با اتیوپی و ۶۰ کیلومتر با سومالی دارد. مجموع مرزهای مشترک جیبوتی ۵۷۵ کیلومتر اشت.
این کشور دارای موقعیتی راهبردی در شاخ آفریقا و باب‌المندب، در امتداد مسیر دریای سرخ و کانال سوئز است. خط ساحلی جیبوتی به عنوان یک دروازه تجاری بین شبه‌جزیره عربستان و مناطق داخلی شاخ آفریقا عمل می‌کند. این کشور همچنین پایانه رفت‌وآمد ریلی به اتیوپی است.

## آب‌وهوا
جیبوتی تنوع فصلی زیادی ندارد. هوا در طول سال گرم است و در زمستان بارش‌هایی رخ می‌دهد. حداکثر دمای میانگین روزانه بین ۳۲ تا ۴۱ درجه سانتی‌گراد است، به جز در مناطق مرتفع. به عنوان مثال، در شهر جیبوتی، اوج گرمای بعدازظهر در آوریل معمولاً از ۲۸ تا ۳۴ درجه سانتی‌گراد است. 
از نظر کشوری، میانگین حداقل دمای روزانه معمولاً از حدود ۱۵ تا ۳۰ درجه سانتی‌گراد متفاوت است. بیشترین تغییرات آب و هوایی در شرق جیبوتی رخ می‌دهد، جایی که درجه حرارت در ماه ژوئیه در دشت‌های ساحلی از ۴۱ درجه سانتی‌گراد عبور می‌کند و در ماه دسامبر در ارتفاعات به زیر صفر می‌رسد. 